# Ataqut
Ataqut est un village d'Azerbaïdjan faisant partie du raion de Khojavend. Elle fut jusqu'en 2020, une communauté rurale de la région de Hadrout, au Haut-Karabagh, sous le nom de Taghut (en arménien Թաղուտ). Elle compte 198 habitants en 2005.